# ونوس ویلندورف

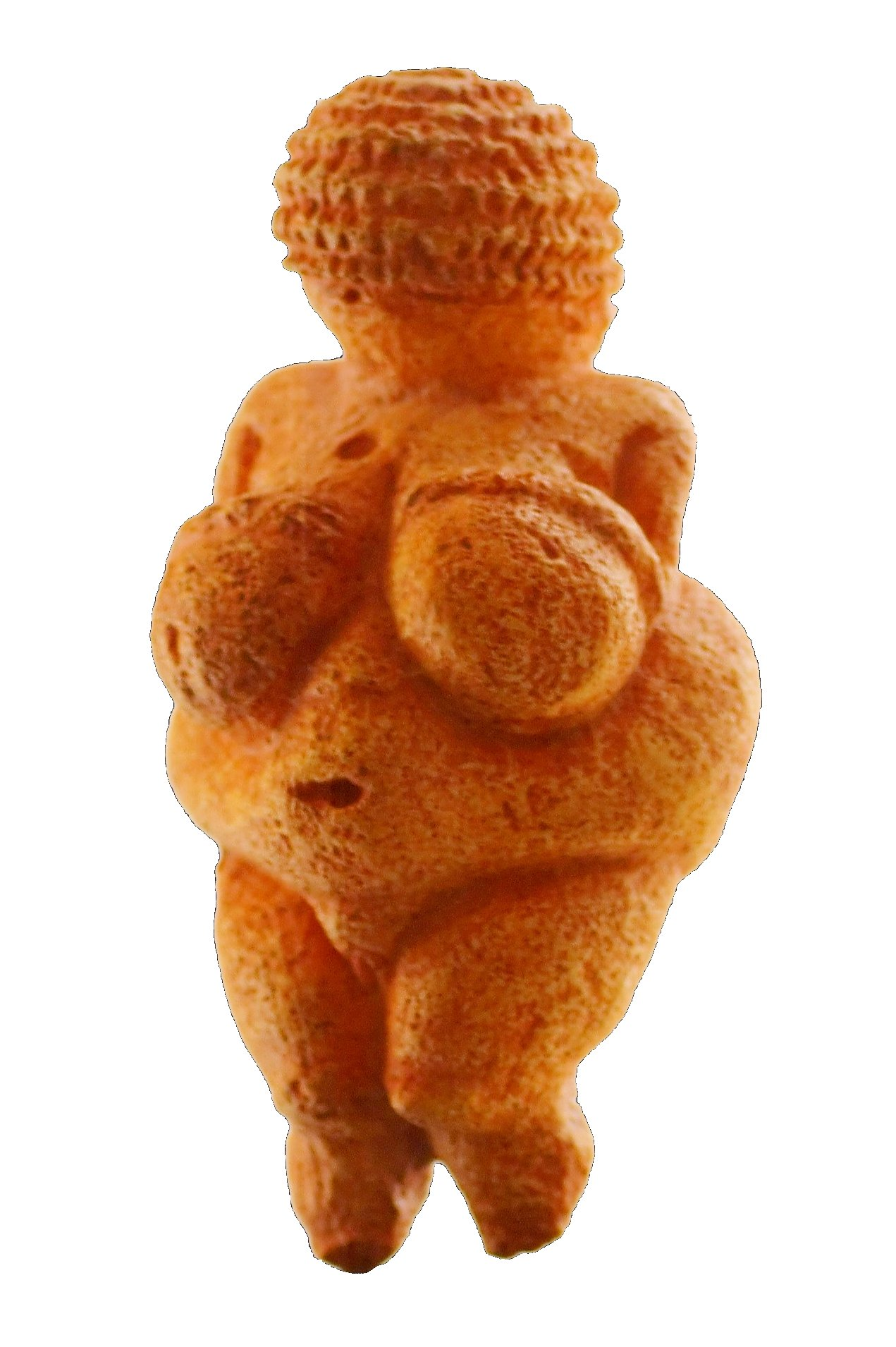
مجسمه ونوس ويلندورف.

ونوس ویلندورف (به آلمانی: Venus von Willendorf) یا امروزه در مجامع علمی زن ویلندورف تندیسکی با ۱۱٫۵ سانتی‌متر ارتفاع است که تخمین زده می‌شود به حدود بیست تا سی هزار سال قبل از میلاد بازگردد. این مجسمه در سال ۱۹۰۸ میلادی در طی حفاری‌های یک سایت پارینه‌سنگی نزدیک دهکده ویلندرف اتریش کشف شد.
نام ونوس اولین بار توسط ادوارد پیت بر این مجسمه نهاده شد. دلیل او برای این کار تمرکز و تاکیدی است که بر لب‌های فرج و ناحیه‌ی استخوان شرمگاهی مجسمه صورت گرفته است. این نام(ونوس) که اشاره‌ای است به دوران فرهنگی گراوتی، و پارینه سنگی زبرین است. اکنون بحث‌انگیز است و مبنایی علمی و تاریخی ندارد.
در حال حاضر این تندیس در موزه تاریخ طبیعی وین قرار دارد.
مانند دیگر ونوس‌های گرویتی دارای سینه‌ها و اندامی مبالغه آمیز است. صورت این تندیسک فاقد چشم و ابرو است، در برخی از تفسیرها احتمالا صورت تندیس رو به پایین است.